# Ashington
Ashington és un municipi i una parròquia civil (civil parish) al comtat de Northumberland, al nord-est d'Anglaterra, al costat de la frontera amb Escòcia. Té una població de 27 000 persones, segons el cens de 2001. Va ser centre de la indústria minera. El municipi es localitza a uns 24 km (15 milles) al nord de la ciutat de Newcastle upon Tyne, a l'oest de la A189. Al sud del municipi hi ha el Riu Wansbeck. La localitat de Newbiggin-by-the-Sea, en la costa del Mar del Nord, es troba a tan sols 5 km (3 milles) del centre del municipi.
Molts habitants posseeixen accent distintiu, i un dialecte conegut com a Pitmatic. Aquestes varietats del dialecte regional es coneixen com a Geordie.